# Johann Vogel
Johann Louis François Vogel (Genebra, 8 de março de 1977) é um ex-futebolista e treinador de futebol suíço que atuava como volante.

## Carreira como jogador
Vogel juntou-se ao time amador suíço FC Meyrin em sua juventude, mas fez sua estréia profissional pelo Grasshopper, em 1992.  Nos Hoppers, normalmente jogava na defesa central ou recuado à direita, mas também poderia ser meio-campista defensivo.
O clube holandês PSV Eindhoven assinou sem custos com Vogel em 1999, tornando-o um membro proeminente do time por 6 anos, formando uma destacada parceria no meio-campo com Mark van Bommel e Philip Cocu, onde levou o time até as semifinais da Copa da UEFA (atual Liga Europa da UEFA). Em 2005 assinou com o Milan, e sua passagem pelos Rossoneri durou apenas 22 jogos (14 pela Série A) e nenhum gol.
Em 31 de agosto de 2006, ele foi oficialmente integrado ao Real Betis, em intercâmbio que envolvia a contratado do atacante Ricardo Oliveira. Vogel fez sua estréia pelo Betis contra o Athletic Bilbao em 10 de setembro de 2006.
Em dezembro de 2007 ele decidiu deixar a equipe espanhola após não ser utilizado na temporada - antes, o Everton pretendia contratar o jogador, que acabou permanecendo no Betis. Ficou alguns meses parado até março de 2008, assinando por dois anos e meio com o Blackburn Rovers, reencontrando 2 ex-companheiros de Seleção Suíça, Stéphane Henchoz e Bruno Berner, além de André Ooijer, com quem atuara no PSV. A passagem de Vogel no futebol inglês, no entanto, durou apenas 7 jogos, e o volante rescindiu seu contrato com os Rovers em abril de 2009, anunciando sua primeira aposentadoria em novembro do mesmo ano.
Em 2012, Vogel decidiu voltar aos gramados para defender o Grasshopper, seu primeiro clube como profissional. Ele disputou 3 partidas antes de encerrar definitivamente a carreira como jogador, aos 35 anos.

## Carreira na seleção
Estreou na Seleção Suíça em 8 de março de 1995, contra a Grécia. Atuou nas Eurocopas de 1996 e 2004, além da Copa de 2006, onde a equipe foi eliminada nas oitavas-de-final sem levar nenhum gol no tempo normal. 
Seu último jogo pela seleção foi em fevereiro de 2007, num amistoso contra a Alemanha, vencido pela Nationalelf por 3 a 1. Em março, o treinador Köbi Kuhn anunciou que Vogel estava fora de seus planos, alegando que "a química não era a mesma dentro e fora de campo". Com 94 jogos, é o oitavo jogador com mais partidas pela Suíça, tendo marcado 2 gols - ambos foram em amistosos contra a Áustria, em 1999 e 2001.

## Carreira de treinador
Desde 2013, Vogel trabalha como técnico em categorias de base, exercendo a função no Grasshopper (2013 a 2018), no PSV (2018 a 2019) e na Seleção Suíça (2019 a 2022).

## Títulos
Grasshopper
- Super Liga Suíça: 1994–95, 1995–96, 1997–98
- Copa da Suíça: 1993–94

PSV Eindhoven
- Eredivisie: 1999–00, 2000–01, 2002–03, 2004–05
- Copa dos Países Baixos: 2004–05
- Supercopa dos Países Baixos: 2000, 2001, 2003